# 넓은목근
넓은목근(platysma muscle), 또는 광경근, 활경근은 목빗근과 겹치는 인간 목의 얕은층 근육으로, 목의 앞면을 얕은층에서 덮고 있다. 수축하면 목에 약간의 주름이 생기고 목 양쪽에 활시위 효과(bowstring effect)가 나타난다.

## 구조
넓은목근은 큰가슴근과 어깨세모근의 윗부분을 덮는 근막에서 발생하는 넓게 펴진 근육이다. 넓은목근의 섬유는 빗장뼈를 가로질러 목의 측면을 따라 위쪽으로 비스듬히 그리고 안쪽으로 주행한다. 이런 주행 경로로 인해 정중선에 위치한 목의 아랫부분에는 중요 근육으로 덮이지 않은 부분이 남게 된다.
왼쪽과 오른쪽의 근육 앞쪽에 있는 섬유는 양쪽 아래턱뼈가 생애 초기에 합쳐지면서 남은 흔적인 아래턱결합 아래뒤쪽에서 섞이며 합쳐진다. 근육 뒤쪽의 섬유는 아래턱뼈를 가로질러 일부는 아래턱뼈 아래쪽에 삽입되고 다른 일부는 얼굴 아랫부분의 피부와 피부밑조직에 삽입된다. 이 섬유의 대부분은 입꼬리와 입 아랫부분의 근육들과 섞인다.
때때로 일부 근육 섬유는 큰광대근이나 입둘레근의 가장자리 방향으로 주행할 수 있다. 넓은목근 아래에서 바깥목정맥은 턱뼈각에서 빗장뼈까지 내려간다.

### 신경 지배
넓은목근에는 얼굴신경 목가지가 분포한다.

### 혈액 공급
넓은목근은 턱끝밑동맥과 어깨위동맥의 가지에 의해 혈액을 공급받는다.

### 다른 구조물과의 관계
넓은목근은 피부밑근막과 지방의 깊은쪽에 위치한다. 넓은목근이 덮는 목의 더 깊은쪽 구조물에는 바깥목동맥, 바깥목정맥, 귀밑샘, 작은뒤통수신경, 큰귓바퀴신경, 얼굴신경 턱모서리가지 등이 있다.

### 변이
변이는 얼굴과 빗장뼈 및 어깨를 덮는 부분에서 발생한다. 넓은목근은 존재하지 않거나 목 앞에서 반대쪽 근육과 맞물릴 수 있다. 이 경우 넓은목근이 빗장뼈, 꼭지돌기, 또는 뒤통수뼈에 붙을 수 있다.

## 기능

### 주름
전체 넓은목근이 작동할 때 목 피부 표면에는 정중선에서 비스듬한 방향으로 약간의 주름이 생긴다. 근육섬유는 정중선에서 멀어지는 방향으로 움직이며 목의 양쪽에 독특한 "활시위" 효과("bowstring" effect)를 만들어낸다.

### 턱과 입술의 움직임
넓은목근의 앞쪽 부분은 근육에서 가장 두꺼운 부분으로 아래턱을 밑으로 누른다. 또한 찡그린 표정을 지을 때 아랫입술과 입꼬리를 누른다. 그러나 넓은목근이 아랫입술을 누르는 힘은 작으며, 아랫입술을 주로 내리는 근육은 입꼬리내림근과 아래입술내림근이다.

## 임상적 중요성
다른 근육들과 비슷하게 넓은목근은 다른 많은 경우들 중에서 찢기거나 긴장(strain)됐을 때, 또는 위축에 취약하다.

### 부상
넓은목근은 얕은층에 있고 얇은 근육이기 때문에 목의 관통상에 취약하다. 목 부상 시 발생하는 관통 외상(penetrating trauma)은 넓은목근을 완전히 관통하는 부상으로 정의되며, 이는 넓은목근이 외상을 구별하는 데 중요한 이정표가 된다. CTA(컴퓨터 단층 촬영 혈관 조영술)는 동맥과 정맥을 시각화하는 데 사용할 수 있으며 총상과 자상으로 인한 복합적인 손상이나 근육 손상을 영상화하는 데 유용하다. 이 방법은 수행해야 하는 탐색적 수술(exploratory surgeries)의 수를 최소화하여 상태 조절을 더 잘할 수 있게 만들어 준다.

### 목 수술
목 수술 시에는 일반적으로 더 깊은 목의 구조에 접근하기 위해 넓은목근을 잘라내야 한다. 보기 흉하게 보일 수 있는 비정상적인 흉터 형성을 막으려면 근육섬유들을 정확하게 봉합해야 한다.

### 성형 수술
목의 피부에 생기는 주름은 근긴장도의 감소로 인해 근육이 가늘어지고 짧아져 생긴다. 이런 현상은 얼굴신경 마비의 2차 합병증으로 정상적인 노화 과정과 관련되어 있을 수 있다. 넓은목근 위 영역에서 나이가 들수록 주름이 가장 두드러지게 나타난다. 이는 웨이트 트레이닝이나 얼굴올림술(facelift procedure)로 인해 더 심해질 수 있다. 이것은 넓은목근 이상운동증(dyskinesia) 또는 "칠면조 목"("turkey neck")으로도 알려져 있다.
보존적 관리(conservative management)를 사용할 수 있다. 또 다른 대안에는 보툴리눔 독소 주입 및 넓은목근 성형술(platysmaplasty)이 있다. 넓은목근 성형술은 목을 열어야 되거나, 닫은 채로 시행할 수 있는 수술이다. 후자에서는 절개 없이 수술을 할 수 있는 'plastymotome'이라고 하는 특수 기구를 사용한다. 증상이 완화되기까지 대략 2주가 걸린다.
지방조직은 넓은목근 위쪽에 위치하여 목 부위를 뚫지 않고도 비교적 쉽게 목에서 지방흡입술을 시행할 수 있다. 출혈을 예방하기 위해 넓은목근을 손상시키지 않는 것도 중요하다.

## 추가 이미지
위키미디어 공용에 넓은목근 관련 미디어 분류가 있습니다.

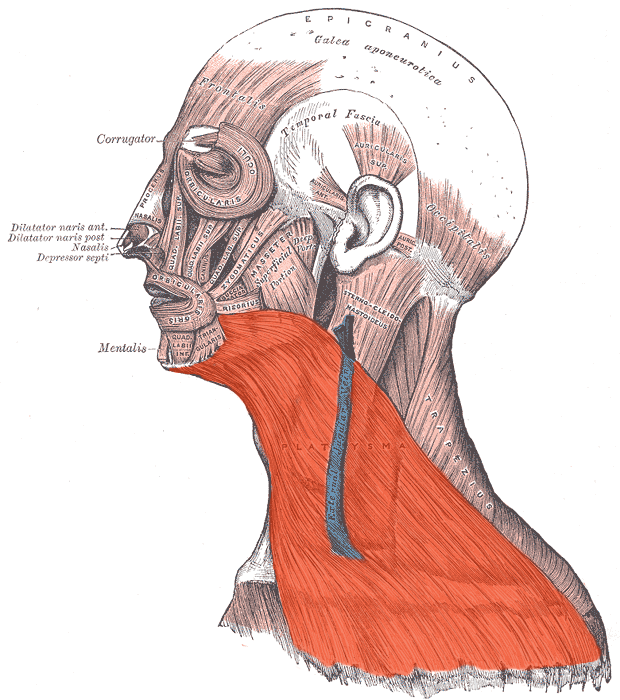
넓은목근은 목 아래에서 볼 수 있다.

## 참고 문헌
이 문서는 현재 퍼블릭 도메인에 속하는 그레이 해부학 제20판(1918) page 387의 내용을 기초로 작성된 글이 포함되어 있습니다.
1. 1 2 3 4 5 6  Eibling, David E. (2008). 〈78 - Neck Dissection〉. 《Operative Otolaryngology: Head and Neck Surgery》 (영어) 1 2판. Philadelphia: Saunders. 679 - 708쪽. doi:10.1016/B978-1-4160-2445-3.50082-0. ISBN 978-1-4377-2083-9. OCLC 825780332.
2. ↑  《Chapter 19 - Management of Upper Cervical Spine Tumors》 (영어), W.B. Saunders
3. 1 2 3  Posnick, Jeffrey C. (2014). 〈40 - Aesthetic Alteration of the Soft Tissues of the Neck and Lower Face: Evaluation and Surgery〉. 《Orthognathic Surgery: Principles & Practice》 (영어). St. Louis: Saunders. 1746 - 1783쪽. doi:10.1016/B978-1-4557-2698-1.00040-X. ISBN 978-1-4557-5027-6. OCLC 860861780.
4. 1 2 3 4  Kim, Se-Hoon; Chang, Ung-Kyu; Kim, Daniel H.; Bilsky, Mark H. (2008). 〈19 - Management of Upper Cervical Spine Tumors〉. 《Tumors of the Spine》 (영어). Philadelphia: Saunders. 378 - 394쪽. doi:10.1016/B978-1-4160-3367-7.10019-7. ISBN 978-1-4377-2164-5. OCLC 489078564.
5. 1 2  Wolfe, Michael J.; Wilson, Keith (2007). 〈21 - Head and Neck Cancer〉. 《Essentials of Surgical Oncology: Surgical Foundations》 (영어). Philadelphia: Mosby. 329 - 357쪽. doi:10.1016/B978-0-8151-4385-7.50027-8. ISBN 0-8151-4385-0. OCLC 608607674.
6. 1 2 3  Cothren, C. Clay; Moore, Ernest E. (2009). 〈19 - Penetrating Neck Trauma〉. 《Abernathy's Surgical Secrets》 (영어) 6판. Philadelphia: Mosby. 110 - 113쪽. doi:10.1016/B978-0-323-05711-0.00019-7. ISBN 0-323-07475-8. OCLC 460933202.
7. 1 2  Bell, RB; Osborn, T; Dierks, EJ; Potter, BE; Long, WB (2007). “Management of penetrating neck injuries: a new paradigm for civilian trauma”. 《J. Oral Maxillofac. Surg.》 65 (4): 691–705. doi:10.1016/j.joms.2006.04.044. PMID 17368366.
8. ↑  Labb??n a similar fashion to other muscles, the platysma is vulnerable to tears, strains and muscle atrophy among many other possible conditions. The platysma is vulnerable to neck injuries that may penetrate it. A type of medical imaging called CTA (computed tomography angiography), used to visualise arterial and venous vessels, is useful to minimise the number of neck explorations, thus improving the handling of the condition.[3] Another area of importance of the platysma lies in plastic surgery. Neck bands in the area become most noticeable with age, aggravated by weightlifting or facelift. If it doesn't heal with time, there are many options to correct this: Botox/Dysport/Xeomin and platysmaplasty. Platysmaplasty is a surgery in this area, that can be open or closed, in the latter a specialised instrument called plastymotome that allow the surgery to be done without incisions. It takes approximately 2 weeks for the symptoms to be reduced.[4], Daniel; Franco, R G.; Nicolas, J (May 2006). “Platysma Suspension and Platysmaplasty during Neck Lift: Anatomical Study and Analysis of 30 Cases”. 《Plastic and Reconstructive Surgery》 117 (6): 2001–2007. doi:10.1097/01.prs.0000218972.75144.9c. ISSN 0032-1052.
9. ↑  Daher, JC (2011). “Closed platysmotomy: a new procedure for the treatment of platysma bands without skin dissection”. 《Aesthetic Plast Surg》 35 (5): 866–77. doi:10.1007/s00266-011-9782-0. PMC 3192284. PMID 21847680.
10. 1 2  Alam, Murad; White, Lucile E. (2008). 〈1 - Anatomy in Dermatologic Surgery〉. 《Complications in Dermatologic Surgery》 (영어). Philadelphia: Mosby. 1 - 18쪽. doi:10.1016/B978-0-323-04546-9.10001-9. ISBN 0-323-04546-4. OCLC 811786617.